# Казахстан на Светском првенству у атлетици у дворани 2018.
Казахстан је учествовао на 17. Светском првенству у атлетици у дворани 2018. одржаном у Бирмингему од 1. до 4. марта. Репрезентацију Казахстана на њеном четрнаестом учешћу на светским првенствима у дворани представљало је 5 учесника (1 мушкарац и 4 жене), који су се такмичили у 3 дисциплине (1 мушка и 2 женске).,
На овом првенству представници Казахстана нису освојили ниједну медаљу али су остварили један национални резултат сезоне.

## Учесници
| Мушкарци: - Михаил Литвин — 400 м | Жене: - Светлана Голендова — 400 м, 4х400 м - Елина Микина — 400 м, 4х400 м - Љубов Ушакова — 4х400 м - Аделина Ахметова — 4х400 м |  |

## Резултати

### Мушкарци
| Атлетичар     | Дисциплина | Лични рекорд | Квалификације | Квалификације | Полуфинале | Полуфинале | Финале               | Финале       | Детаљи |
| Атлетичар     | Дисциплина | Лични рекорд | Резултат      | Место         | Резултат   | Место      | Резултат             | Место        | Детаљи |
| ------------- | ---------- | ------------ | ------------- | ------------- | ---------- | ---------- | -------------------- | ------------ | ------ |
| Михаил Литвин | 400 м      | 46,51        | 47,16 кв      | 3. у гр. 4    | 47,94      | 4. у гр. 3 | Није се квалификовао | 16 / 25 (32) |        |

### Жене
| Атлетичарка                                                    | Дисциплина | Лични рекорд | Квалификације | Квалификације | Полуфинале            | Полуфинале            | Финале                | Финале       | Детаљи |
| Атлетичарка                                                    | Дисциплина | Лични рекорд | Резултат      | Место         | Резултат              | Место                 | Резултат              | Место        | Детаљи |
| -------------------------------------------------------------- | ---------- | ------------ | ------------- | ------------- | --------------------- | --------------------- | --------------------- | ------------ | ------ |
| Светлана Голендова                                             | 400 м      | 52,76        | 53,44         | 5. у гр. 3    | Нису се квалификовале | Нису се квалификовале | Нису се квалификовале | 22 / 31 (34) |        |
| Елина Микина                                                   | 400 м      | 52,53 НР     | 53,90         | 5. у гр. 1    | Нису се квалификовале | Нису се квалификовале | Нису се квалификовале | 26 / 31 (34) |        |
| Светлана Голендова Елина Михина Љубов Ушакова Аделина Ахметова | 4 х 400 м  | 3:37,59 НР   | 3:40,54 НРС   | 4. у гр. 1    |                       |                       | Нису се квалификовале | 9 / 9 (10)   |        |